# Оболенские
Оболе́нские — русский княжеский род, отрасль князей черниговских, ветвь князей Тарусских.
Род князей Оболенских внесён в Бархатную книгу. При подаче документов (01 февраля 1686) для внесения рода в Бархатную книгу, была предоставлена родословная роспись князей Оболенских. При рассмотрении дела Палатой родословных дел возникла тяжба между различными ветвями князей Оболенских. Указ об объединении родословных росписей князей Оболенских подписан (1692). Впоследствии, материалы спорного дела князей Оболенских сгорели в хоромах царевны Марии Алексеевны (до 1699).
Есть две фамилии Оболенских:
1. Князья Оболенские, потомки Рюрика (Герб. Часть 1. № 3).
2. Оболенские (не князья) (в гербовник не внесены)[4].

## Происхождение и история рода
Родоначальником считается внук Михаила Черниговского, убитого в 1246 году в Золотой Орде — князь Константин Юрьевич (XIII колено от Рюрика), получивший в удел от отца волость по реке Протве, где позже возник и город Оболенск. Первым упомянутым в летописи (свод 1408 года) Оболенским был Константин Юрьевич, убитый в 1368 году литовцами по дороге на Москву. Возникающий при этом хронологический казус решается историками по-разному: если эти два Константина Юрьевича были одним лицом, то его отец не был сыном Михаила Черниговского и жил в XIV веке. Если второй был потомком первого, то отчество второго было «Иванович» и он приходился внуком первому. По третьей версии, второй Константин был всё же Юрьевичем, но при этом внуком не первого, а его брата Ивана Юрьевича, существование которого Оболенские оспаривали.
Два сына Константина упомянуты в 1375 году среди участников похода Дмитрия Ивановича на Тверь. Внуки Константина во второй половине XIV века приняли московское подданство до 1449 года, перейдя на службу к великим князьям Московским, заняв видное положение среди московской знати, но при этом сохранив владения в Оболенске. Многие представители рода в XV—XVI веках занимали высокие административные и военные должности, многие были боярами.
Г. А. Власьев писал:

«Род князей Оболенских представляет одну из самых замечательных отраслей потомства Рюрика. В XV и XVI столетиях ни один род не выставил, сравнительно с ним, столько знаменитых деятелей, как на административном, так и, в особенности, на военном поприщах. Представители его… способствовали великому князю Василию Васильевичу Тёмному победить крамолу Шемяки, и тем спасти для России такую крупную царственную личность, как Иоанн III Васильевич, который, как и его сын… Василий Иоаннович, не мало обязаны были трудами и подвигами князей Оболенских в окончательном объединении и устроении Московского государства. Точно так же в княжение Иоанна IV Грозного мы видим массу замечательных военных деятелей из рода князей Оболенских, до тех пор, пока бич этого Государя не коснулся самых лучших его членов и не заслуженными гонениями и казнями не уничтожил большинство их. — После этого, во всё продолжение XVII и XVIII столетий, род, как бы уставший от чрезмерной деятельности, не выделяет из своей среды почти ни одной выдающейся личности, и только в XIX веке и в настоящее время, как бы отдохнувший, снова является на поприще государственной деятельности».

В конце XVI века род сильно пострадал от опричнины Ивана Грозного, многие представители рода были казнены вместе с семьями, некоторые бежали в Литву. В результате в XVII—XVIII веках мало кто из князей Оболенских добился видного положения.
При сыновьях, внуках и правнуках князя Ивана Константиновича Оболенского род разделился на множество ветвей, принявших по прозвищам своих князей-родоначальников в основном двойные фамилии. В большинстве своём они угасли в XVI—XVII веках, за исключением Репниных, Тюфякиных и собственно Оболенских, представляющих собой две ветви, начинающиеся ещё в XIX колене. Первая, очень обширная, от князя Михаила Константиновича Сухорукого Оболенского (сына Константина Семёновича Оболенского, родоначальника князей Оболенских), вторая, небольшая, — от его другого сына, князя Василия Константиновича, имевшего прозвище «Белый», отчего и его потомки обычно назывались «князьями Оболенскими-Белыми».
Князю Сергею Александровичу Оболенскому (1819—1882) дозволено в 1870 году принять фамилию матери своей и именоваться князем Оболенским-Нелединским-Мелецким. Род князей Оболенских внесен в родословные книги губерний Калужской, Московской, Нижегородской, Пензенской, Рязанской, Симбирской, Тульской.
На учредительном собрании в январе 1913 года был создан союз рода князей Оболенских с утверждением в мае того же года: «Устава семейного союза рода князей Оболенских», с созывом общего собрания, один раз в год 14 февраля — в день перенесения мощей Святого Михаила князя Черниговского.

## Ветви рода
- Потомки князя Никиты Ивановича Оболенского:
  - Князья Курлятевы-Оболенские
  - Князья Ноготковы-Оболенские
- Потомки князя Василия Ивановича Косого Оболенского:
  - Князья Нагие-Оболенские
  - Князья Стригины-Оболенские
  - Князья Телепневы-Оболенские
    - Князья Лопатины-Телепневы-Оболенские
    - Князья Немые-Телепневы-Оболенские
    - Князья Овчинины-Телепневы-Оболенские

  - Князья Ярославовы-Оболенские
- Потомки Михаила Ивановича Оболенского:
  - Князья Репнины
  - Князья Пенинские-Оболенские
  - Князья Туренины-Оболенские
- Потомки Семёна Ивановича Оболенского
  - Князья Горенские
  - Князья Оболенские-Белые
  - Князья Тюфякины
  - Князья Оболенские
  - Князья Щепины-Оболенские
    - Князья Золотые-Оболенские
    - Князья Серебряные-Оболенские
- Потомки Владимира Ивановича Оболенского
  - Князья Лыковы-Оболенские
  - Князья Белоглазовы-Лыковы
  - Князья Дудины-Лыковы
  - Князья Кашины-Оболенские

Кроме того, от трёх сыновей брата князя Ивана Константиновича, Андрея, пошли роды князей Долгоруковых, Щербатовых и Тростенских.
В Боярской книге записаны князья Чёрные-Оболенские.

## Известные представители
- Князь Оболенский-Белый Иван Фёдорович Телица — голова и наместник.
- Князь Оболенский, Венедикт Андреевич — стольник (1626), воевода в Великих Луках (1638—1639), в Терках (1645—1649), окольничий (1651).
- Князь Оболенский, Фёдор Андреевич — стольник патриарха Филарета (1627—1629), стольник (1636—1640).
- Князь Оболенский, Александр Иванович — стряпчий (1658).
- Князь Оболенский, Андрей Никифорович — стряпчий (1658—1676), стольник (1686—1692).
- Князь Оболенский, Степан Иванович — стряпчий (1658—1676), московский дворянин (1692).
- Князь Оболенский, Григорий Венедиктович — стольник (1658—1668).
- Князь Оболенский, Никифор Иванович — московский дворянин (1658—1668).
- Князь Оболенский, Матвей Венедиктович — стольник (1658—1676), окольничий (1683—1686) (ум. 1688).
- Князь Оболенский, Василий Григорьевич — стольник царицы Натальи Кирилловны (1676), стольник (1676—1686).
- Князь Оболенский, Василий Матвеевич — стольник царицы Прасковьи Фёдоровны (1686), стольник (1692).
- Князь Оболенский, Михаил Матвеевич — стольник царицы Прасковьи Фёдоровны (1686), комнатный стольник царя Ивана Алексеевича (1687—1692).
- Князь Оболенский, Константин Никифорович — стряпчий (1692)[13].
- Князь Оболенский, Евгений Петрович (1796—1865) — поручик Финляндского лейб-гвардии полка. Член «Союза благоденствия» (1818), участвовал в создании «Северного общества» и входил в состав его руководства. Один из самых активных участников Восстания декабристов на Сенатской площади в Санкт-Петербурге 14 (26) декабря 1825 года.
- Князь Оболенский, Алексей Николаевич — (1919—2006), известный переводчик, ГосДеп США [14][15]
- Оболенский, Андрей Васильевич (1824—1875) — правовед, с 1858 года председатель Калужской палаты гражданского суда.
- Оболенский, Александр Васильевич — воевода Ивана III, убит в 1501 году в сражении с немцами около города Гелмеда.
- Оболенский, Александр Николаевич (1872—1924) — рязанский губернатор, петроградский градоначальник, генерал-майор Свиты.
- Оболенский, Александр Петрович (1781 — 1855) — русский сенатор, калужский губернатор (1825—31), участник Наполеоновских войн.
- Оболенский, Александр Сергеевич — известный английский регбист.
- Оболенский, Алексей Васильевич (1819—1884) — генерал от артиллерии, глава Московской губернии.
- Оболенский, Андрей Михайлович — московский воевода Ивана III и Василия III.
- Оболенский, Андрей Никитич — московский воевода Ивана III.
- Оболенский, Андрей Сергеевич (род. 10 октября 1923, Самара) — российский общественный деятель, предводитель Российского дворянского собрания (РДС) в 2002—2008 гг.
- Оболенский, Борис Иванович (1887—1915) — поручик лейб-гвардии Егерского полка, герой Первой мировой войны.
- Оболенский, Василий Петрович — командир эпохи наполеоновских войн, генерал-майор.
- Оболенский, Владимир Андреевич (1869—1950) — русский общественный деятель, депутат I Государственной думы, мемуарист.
- Оболенский, Владимир Владимирович (1841—1903) — земский деятель, меценат, издатель.
- Оболенский, Владимир Николаевич (1865—1927) — генерал-майор, командир лейб-гвардии Преображенского полка.
- Оболенский Георгий Васильевич (1826—1886), генерал-лейтенант Русской императорской армии, смоленский губернский предводитель дворянства.
- Оболенский, Дмитрий Александрович — государственный деятель
- Оболенский, Дмитрий Дмитриевич (1918—2001) — британский историк-медиевист, внук А. Д. Оболенского.
- Оболенский, Иван Никитич — архиепископ Ростовский и Ярославский Иоасаф (ум. 1513 г.)
- Оболенский, Михаил Андреевич (1805 — 12(24).1.1873, Петербург), князь, историк-архивист.
- Оболенский, Михаил Александрович (1821 — 1886) — статс-секретарь, сенатор, тайный советник. Ковенский (1868—1874) и Воронежский (1874—1878) губернатор.
- Оболенский, Иван Михайлович (1853—1910) — генерал-лейтенант по Адмиралтейству, генерал-адъютант, губернатор харьковский и херсонский, финляндский генерал-губернатор (в 1904—1905).
- Оболенский, Иван Михайлович (1774—1838), родоначальник ветви[16].
- Оболенский, Николай Иванович (1812—1865)
  - князь Оболенский, Леонид Николаевич (01.10.1846-15.12.1910)
    - Оболенская, Людмила Леонидовна (1875—1955)
    - Оболенская, Дарья Леонидовна (1876—1940)
    - Оболенская, София Леонидовна (1877—1937)
    - Оболенский, Николай Леонидович (1878—1960) — губернатор.
      - Оболенский, Сергей Николаевич — (1909—1992) католический священник

    - Оболенская, Александра Леонидовна (1890—1975), замужем за: 1) с 1912 Симоновым Михаилом Агафангеловичем[17] (29.03.1871 — после 1922), генерал-майором, в эмиграции в Польше (на 1920—1922); 2) Александр Григорьевич Иванищев (с 1919 г.); мать поэта Константина Симонова
- Телепнев-Овчина-Оболенский, Иван Фёдорович — придворный Московского князя Василия III, фаворит его второй жены Елены Глинской
- Оболенский, Пётр Никитич московский воевода
- Репня-Оболенский, Иван Михайлович (? — 1523) — московский воевода